# Agustín García Calvo
Agustín García Calvo (Zamora, 15 d'octubre de 1926 – 1 de novembre de 2012) fou un filòleg, lliurepensador, poeta i dramaturg espanyol.

## Biografia
Va fer estudis de Filologia clàssica en la Universitat de Salamanca, on es doctora amb una tesi sobre Prosodia y métrica antiguas. En 1951 exerceix com a professor catedràtic d'institut. En 1953 ocupa una càtedra de llengües clàssiques a Sevilla i en 1964 a Madrid a la Universitat Complutense (UCM), fins que la dictadura franquista el va separar de la càtedra madrilenya el 1965 amb Enrique Tierno Galván, José Luis López-Aranguren i Montero Díaz per prestar el seu suport a les protestes estudiantils (Savater 2003: 177). Es va exiliar durant alguns anys a França i va ser professor a la Universitat de Lilla i en el Collège de France. També va treballar com a traductor per a l'editorial Ruedo Ibérico. A París va coordinar una Tertúlia Política en un cafè del Barri Llatí. El 1976, va ser restablit en la seva càtedra, en la qual va romandre fins a la seva jubilació el 1992. És professor emèrit per la UCM.
Va formar part del Cercle Lingüístic de Madrid juntament amb Rafael Sánchez Ferlosio i Carlos Piera. Com a filòleg ha fet importants contribucions a la lingüística general, la prehistòrica o indoeuropea, la grecollatina i la del espofcont ("español oficial contemporáneo"). La seva teoria general sobre el llenguatge apareix desenvolupada en la trilogia formada per Del lenguaje, De la construcción (Del lenguaje II) i Del aparatol (Del lenguaje III) i en els articles recopilats en el volum Hablando de los que se habla. Estudios de lenguaje (Premi Nacional d'Assaig de 1990).
Les seves obres més destacades en l'àmbit de la filosofia són: 'Lecturas presocráticas, Lecturas presocráticas II. Razón común. Edición crítica, ordenación, traducción y comentario de los restos del libro de Heráclito, Contra el tiempo, De Dios i Contra la Realidad.
Com a poeta ha publicat, entre d'altres, Canciones y soliloquios, Más canciones y soliloquios, Del tren (83 notas o canciones), Libro de conjuros, Ramo de romances y baladas, Sermón de ser y no ser, Valorio 42 veces y Relato de amor. És autor de diverses peces dramàtiques com Ismena, Rey de una hora i Baraja del rey don Pedro (per la qual va rebre el Premi Nacional de Literatura Dramàtica de 1999).
També ha editat diverses sèries d'articles i col·laboracions periodístiques que recullen diversos atacs contra aspectes de la societat actual, com ara Contra la Familia, Contra la Pareja, Contra la Paz, Contra la Democracia, Análisis de la Sociedad del Bienestar, Noticias desde abajo y Que no, que no.
Fernando Savater en fou deixeble els anys 70 i va planejar elaborar amb ell una tesi doctoral, que mai va dur a bon terme (Savater 1992: 23). No obstant això, en anys posteriors les seves postures divergiren radicalment. Com escriu Savater en la seva autobiografia, «va ser fonamental en el meu esdevenir intel·lectual i moral trobar-lo, no menys que després desenganxar-me d'ell» (Savater 2003: 182).
Félix de Azúa (qui ha pres d'ell l'expressió "mitjans de formació de masses" es va interessar pel seu pensament i s'ha assenyalat també la seva influència sobre els últims llibres del poeta Miguel Ángel Velasco. En l'actualitat coordina una Tertúlia Política que se celebra en l'Ateneu de Madrid els dimecres a les 20.30 hores, en la Cacharrería, 2a zona (sala romàntica). L'obra poètica de García Calvo ha inspirat diverses versions musicals, com les de Amancio Prada o Chicho Sánchez Ferlosio.

## Pensament polític
Parteix d'una crítica a la realitat, com idea feta d'altres idees que la fonamenten, com les de mort i individu. Aquesta realitat és únicament la que els humans pateixen, no el que pugui quedar per aquí de models superats, sinó aquella que es troba en la cimera del progrés, és a dir, la que té com a model les societats avançades democràtiques. D'aquí la seva lluita contra la democràcia, per ser aquesta el règim que li toca viure i que administra la mort dels ciutadans. Es tractaria d'enderrocar un nou déu, els diners, que basen el seu poder en la creença que tot és reduïble a si mateix. Un nou déu i una nova religió, la de la ciència, que ve a establir la realitat.
Assenyala que estat i capital estan més units que mai i que la lluita ha de ser contra ambdós, sempre negativa i per tots els mitjans possibles. Dintre d'aquests assenyala que la paraula és un dels mitjans d'acció. Puntualitza que la lluita no és individual (l'individu és a imatge i semblança de l'estat), sinó de la gent, del que hagi de poble, en el bon sentit (els quals no tenen el poder), en nosaltres. Com individus som essencialment reaccionaris.
Poble o gent vindrien a ser les fractures en la concepció que dicta que la Realitat és tot el que hi ha, o que l'individu és el que és. Considera, pel que fa als nacionalismes, que no hi ha pobles: aquests són intents de reduir el poble (sempre desconegut i indefinible) a una idea manejable i submisa al poder. Per la mateixa raó, nega que el poble pugui posseir una constitució, atès que aquesta sempre li és imposada per a reduir-lo a la Realitat. Respecte als idiomes, considera que les paraules amb significat d'aquests configuren la "realitat", distinta per a cada tribu. En la mesura que el llenguatge contribueix a crear la il·lusió que sabem tot el que hi ha i com nomenar-lo i manipular-lo, constitueix una arma contra el poble. No obstant això, en l'ús comú de les paraules, es produeixen contínuament albiris que apunten al contrari (que no sabem el que hi ha, ni la Realitat cobreix tot el que es dona), i en aquest sentit el llenguatge, que qualsevol pot usar però que no és de ningú, és l'expressió popular per excel·lència. Exemples de les lluites que té amb la "realitat" les podem trobar en els seus atacs a l'automòbil i defensa del tren; en la seva lluita contra la concepció que "Hisenda som tots"; o en la seva lluita per "escriure com es parla" enfront del llenguatge d'erudits, funcionaris i periodistes.

## Premis
- Premi Nacional d'Assaig el 1990 per Hablando de lo que habla
- Premi Nacional de Literatura Dramàtica en 1999 per La Baraja del rey don Pedro
- Premi Nacional al conjunt de l'obra d'un traductor en 2006

## Obra

### Gramàtica i teoria del llenguatge
- Pequeña introducción a la prosodia latina (Madrid : Sociedad de Estudios Clásicos, 1954).
- Lalia, ensayos de estudio lingüístico de la sociedad (Madrid: Siglo XXI, 1973).
- Del ritmo del lenguaje (Barcelona: La Gaya Ciencia, 1975).
- Del lenguaje (I) (Zamora: Lucina, 1979; 2 ªed correg. 1991).
- De la construcción (Del lenguaje II) (Zamora: Lucina, 1983).
- Del aparato (Del Lenguaje III) (Zamora: Lucina, 1999).
- Hablando de lo que habla. Estudios de lenguaje (Premio Nacional de Ensayo 1990) (Zamora: Lucina, 1989; 2ª ed. 1990; 3ª ed. 1990; 4ª ed. 1993).
- Contra la Realidad, estudios de lenguas y cosas (Zamora: Lucina, 2002).
- Es. Estudio de gramática prehistórica (Zamora: Lucina, 2003)
- Tratado de Rítmica y Prosodia y de Métrica y Versificación (Zamora: Lucina, 2006). Reseña Arxivat 2007-09-30 a Wayback Machine..

### Lògica
- De los números (Barcelona: La Gaya Ciencia, 1976)

### Traduccions i versions d'autors clàssics grecs i romans
- Aristòfanes, Los carboneros (Akharneís). Versión rítmica de A. García Calvo (Zamora: Lucina, 1981; 2ª ed. 1998).
- Heràclit, Razón común (Lecturas presocráticas II) Edición, ordenación, traducción y comentario de los restos del libro de Heraclito (Zamora: Lucina, 1985).
- Homer, Ilíada. Versión rítmica de Agustín García Calvo (Zamora: Lucina, 1995).
- Xenofont, Memorias de Sócrates, Apología, Simposio (traducción, introducción y notas) (Madrid: Alianza Editorial; 1967, Salvat editores, 1971).
- Lecturas presocráticas (Zamora: Lucina, 1981: 2.ª ed. corr. 1992).
- Lucreci, De Rerum Natura / De la Realidad. Edición crítica y versión rítmica de A. García Calvo (Zamora: Lucina, 1997).
- Plaute, Pséudolo o Trompicón (traducción rítmica, introducción y notas) (Madrid: Cuadernos para el Diálogo, 1971).
- Plató, Diálogos Socráticos, Apología, Teages, Los enamorados, - Cármides, Clitofonte (traducción, introducción y notas) (Barcelona: Salvat Editores, 1972).
- Poesía antigua (De Homero a Horacio) (Zamora: Lucina, 1992).
- Sòcrates (en Enciclopedia Universitas, t.II, fasc.30), (Barcelona: Salvat Editores, 1972).
- Sòfocles, Edipo Rey. Versión rítmica de A.García Calvo (Zamora: Lucina, 1982; 2ª ed. 1988; 3ªed. 1993).
- Virgili (estudio biográfico y versión rítmica de las Bucólicas del libro IV de las Geórgicas y del libro VI de la Eneida) (Madrid: Ediciones Júcar, 1976).

### Altres traduccions i versions
- Don Sem Tob, Glosas de sabiduría o proverbios morales y otras rimas. (texto crítico, versión, introducción y comentario) (Madrid: Alianza Editorial, 1974).
- Shakespeare, William, Sonetos de amor (texto crítico, traducción en verso, introducción y notas)(Barcelona: Anagrama, 1974)
- Shakespeare, William, Sueño de noche de verano (1980: 2.ª ed. 1988: 3.ªed- 1993)
- Shakespeare, William, Macbeth (1980) Versiones rítmicas de A. García Calvo. ed Lucina
- Marqués de Sade Instruir deleitando o Escuela de amor (La philosophie dans le boudoir). Traducción y prólogo de A. Garcia Calvo- (Zamora: Lucina, 1980: 2.ªed. 1988)
- Georges Brassens. 19 Canciones. Con versión para cantar de A. Garcia Calvo (1983) ed. Lucina
- Belli, Giuseppe-Gioachino, 47 sonetos romanescos con las versiones de Agustín García Calvo (Zamora: Lucina, 2006)
- Valéry, Paul, Le Cimetière Marin / El Cementerio Marino con la versión rítmica de Agustín García Calvo (Zamora: Lucina, 2006)

### Assaig i Política
- Apotegmas a propósito del marxismo (París: Ruedo Ibérico, 1970).
- Manifiesto contra el despilfarro (Madrid: Banda de Moebius, 1977).
- ¿Qué es el Estado? (Barcelona: La Gaya Ciencia, 1977).
- Actualidades (Zamora: Lucina, 1980).
- Cartas de negocios de José Requejo (Zamora: Lucina, 1981).
- Historia contra tradición. Tradición contra Historia (Zamora: Lucina, 1983; 2ª ed. 1998).
- Familia: la idea y los sentimientos (Zamora: Lucina, 1983; 2ª ed. 1992).
- El amor y los 2 sexos. Del tiempo de amor y olvido (Zamora: Lucina, 1984: 2.ª ed. 1991).
- De la felicidad (Zamora: Lucina, 1986; 2.ª ed. 1989; 3ª ed- 1991, 4ª ed. 2000).
- De los modos de integración del pronunciamiento estudiantil (Zamora: Lucina, 1987).
- Noticias de abajo (Zamora: Lucina, 1991; 2.ª ed. 1991; 3ª ed. 1995).
- Contra la Paz. Contra la Democracia (Barcelona: Editorial Virus, 1993)
- Contra el Tiempo (Zamora: Lucina, 1993; 2ª edición 2001).
- Análisis de la Sociedad del Bienestar (Zamora: Lucina, 1993: 2ª ed. 1995).
- Contra la Pareja (Zamora: Lucina, 1994: 2ª ed. 1995)
- Contra el hombre (con dos epílogos de Isabel Escudero) (Madrid: Fundación de Estudios Libertarios, Anselmo Lorenzo, 1996)
- De Dios (Zamora: Lucina, 1996).
- Locura. 17 casos (Zamora: Lucina, 1997).
- 37 adioses al mundo (Zamora: Lucina, 2000). Reseña
- ¿Qué es lo que pasa? (Zamora: Lucina, 2006).

### Poesia
- Al burro muerto... (1998), ed. Lucina.
- Bebela (1987; 2ª ed 2001), ed. Lucina.
- Canciones y soliloquios (1982; 2.ª ed. 1993), ed. Lucina.
- Del tren (83 notas o canciones) (1981), ed. Lucina.
- Libro de conjuros (1979; 2ªed 1981; 3ª ed 1991; 4ª ed. 2000), ed. Lucina.
- Más canciones y soliloquios (1988), ed. Lucina.
- Ramo de romances y baladas (1991), ed. Lucina.
- Relato de amor (1980; 2.ª ed. 1982; 3ªed. 1989; 4ª ed.1993), ed. Lucina.
- Sermón de ser y no ser (1980; 2ª ed.1984; 3ª ed. 1988; 4ªed. 1995), ed. Lucina.
- Valorio 42 veces (1986), ed. Lucina.
- Uno o dos en 23 sitios y más, ed. Lucina. Reseña de José Luis García Martín
- 4 canciones de amor perdido y el cínife (2006), Ediciones del 4 de Agosto.

### Teatre
- Baraja del Rey Don Pedro (Premio Nacional de Literatura Dramática 1999) (1998; 2ªed. 1999) ed. Lucina.
- Ismena. Tragicomedia musical (1980), ed. Lucina.
- Rey de una hora (1984), ed. Lucina.
- Tres farsas trágicas y una danza titánica. "Traspaso», «Dos amores», "Velatorio» y "Rotura», cuatro obras de teatro de una media hora de duración (1980), ed. Lucina.
- Pasión. Farsa trágica (2006), ed. Lucina.

### Altres
- Himne de la Comunitat de Madrid (1983 BOCM)
- Eso y ella. 6 cuentos y una charla (1987; 2ª ed 1993) ed. Lucina
- ¿Qué coños? 5 cuentos y una charla (1990; 2ª ed 1991; 3ª ed. 1991: 4ª ed. 1995) ed. Lucina

### Articles
Innumerables articles de filologia i lingüistica a les revistes Emérita, Estudios Clásicos, Revista Española de Lingüística, Saber Leer, etc. I de política a Archipiélago, El País, Diario 16, La Razón, etc.